# Бангка Белитунг
Бангка Белитунг е една от провинциите на Индонезия. Населението ѝ е 1 370 331 жители (по преброяване от май 2015 г.), а площта – 16 424 кв. км. Намира се в часова зона UTC+7. Провинцията е съставена от два големи острова, Бангка и Белитунг, и още няколко по-малки. В провинцията е имало емиграция от китайци, само мъже, които са се оженили за местни жителки. Въпреки антикитайските вълнения в Индонезия през 1998 г., местните и жителите от китайски произход живеят в мир в провинцията.